# Patulina
La patulina es una toxina producida por mohos muy diferentes. Se describió por primera vez en la
década de 1940, cuando se descubrió en la especie Penicillium patulum, más tarde llamada Penicillium urticae y hoy conocida como Penicillium griseofulvum.
La patulina se ha encontrado en micromicetos de los géneros Aspergillus, Byssochlamys, Gymnoascus, Paecilomyces y Penicillium, aunque ahora se han añadido a la lista algunas cepas de Mucor y algunos
deuteromicetos. Uno de los mayores productores de patulina es Penicillium expansum, causante de múltiples pérdidas en frutas.
La patulina puede detectarse tanto en piensos para animales como en verduras, cereales y frutas destinados al consumo humano. Se encuentra con mucha frecuencia en zumos de manzana no fermentados. El grado de contaminación está relacionado con el grado de podredumbre y la patulina apenas se extiende fuera de los
tejidos alterados.
Aunque no hay datos directos sobre su toxicidad natural, se han demostrado efectos adversos a la salud a altas concentraciones en laboratorio, por lo cual la OMS y la FAO han establecido conjuntamente un máximo tolerable de ingesta diaria de esta sustancia de 0,4 mg/kg de peso.

## Otros nombres de la patulina
A la patulina se la conoce también por los siguientes nombres: clairformina, clavacina, clavatina,
claviformina, expansina, gigantina, leucopina, micoína c, micoína c3, micosina,
penatina, penicidina y tercinina-hexano.

## Presencia en los alimentos
Los hongos productores de micotoxinas infectan frecuentemente especies vegetales, inutilizándolas para  el consumo humano y animal. Ciertas condiciones ambientales favorecen el desarrollo de organismos que contaminan estos alimentos en los lugares de crecimiento, maduración, cosecha y almacenaje.
La capacidad toxigénica de determinadas cepas de Penicillium expansum como productor
de patulina está comprobada; este hongo es el principal responsable de la presencia de patulina en las manzanas y sus productos. No puede descartarse la presencia de esta micotoxina en las frutas aparentemente sanas, ya que el moho puede infectar el interior de la fruta.
La patulina también se ha encontrado en uvas, peras, diversas verduras y cereales.

## Propiedades químicas y biosíntesis

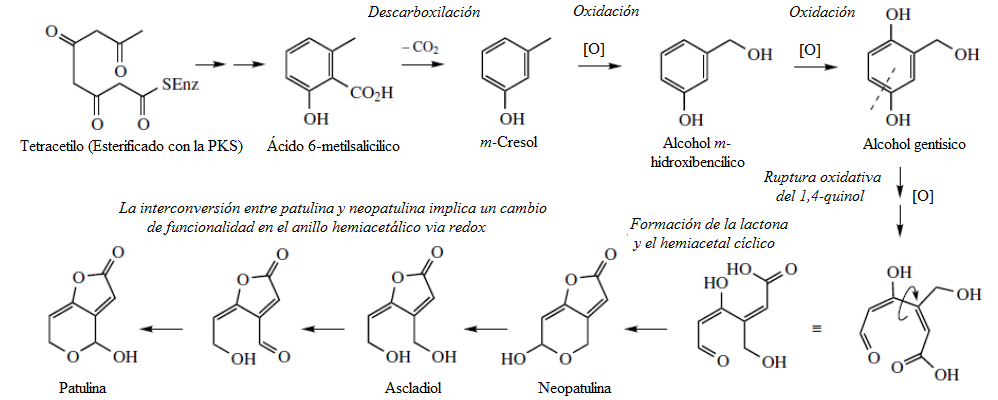
Biosíntesis de la patulina

La patulina es una lactona. Su fórmula química es 4-hidroxi-4H-furo(3,2-c)piran-2(6H)-ona. Se presenta como un sólido blanco, cristalino, con un punto de fusión entre 105 y 108 °C. Es soluble en agua, etanol, acetato de etilo, cloroformo y acetona, ligeramente soluble en éter etílico y benceno, e insoluble en pentano y hexano. Es inestable en disoluciones alcalinas y pierde su actividad biológica en presencia de grupos sulfhidrilos; suele inactivarse en productos fermentados con levadura, como el pan horneado y la sidra. Es estable en medio ácido, lo cual favorece su presencia en frutas frescas. El carbón activado es un adsorbente de la patulina y en una concentración de 20 mg/ml puede eliminar más del 90% de la patulina en bebidas fermentadas.
La patulina posee una absorción ultravioleta máxima a 276 nm y bandas
infrarrojas a longitudes de onda de 5.6, 6.0 y 6.1 μm.
Su detección se suele basar en cromatografía líquida de
alta resolución en capa fina, o en métodos inmunoanalíticos.
La producción de la patulina depende de las condiciones de  humedad y temperatura en las que se encuentren los hongos productores de esta micotoxina. En experimentos de laboratorio con Penicillium griseofulvum se observó que la mayor capacidad de producción de patulina se obtiene tras 20 a 30 días de cultivo y la temperatura óptima para la producción es de 28 °C. En Penicillium expansum, la producción se incrementa durante los 12 primeras días, para disminuir a continuación. Las condiciones óptimas de producción se dan a 25 °C y pH 6, en presencia de fructosa.

## Propiedades farmacológicas
La dosis de micotoxinas requerida para causar un cierto efecto es normalmente un orden de magnitud
menor si la vía de administración es por el tracto respiratorio o por vía intravenosa que si es por ingestión. Esto es debido a  que por la vía digestiva, la sustancia se absorbe en el intestino delgado y pasa por el hígado, donde tiene lugar una destoxificación (destrucción) del compuesto.
La patulina posee una intensa actividad antibiótica contra las bacterias Gram positivas  y Gram negativas así como contra el bacilo de Koch (Mycobacterium tuberculosis). Posee también actividad antifúngica. El complejo patulina-cisteína, cuando se crea bajo determinadas condiciones in vivo o in vitro (en una disolución tampón de ácido acético y acetato amónico de concentración 0.25 M y pH 5,4) es también bacteriostático hacia algunas bacterias, y retiene cierta capacidad de inactivar la enzima aldolasa del músculo de conejo. Sin embargo su uso farmacéutico se ha abandonado debido a su toxicidad.
Diversos experimentos han puesto de manifiesto la capacidad de inhibición de la germinación de esporas de patógenos del arroz tales como Pyricularia oryzae, Drechdera oryzae y Gerlachia oryzae. Todos los extractos que se usaron en ese estudio revelaron altos niveles de patulina.

## Efectos tóxicos
La patulina puede tener efectos nocivos en plantas, animales y seres humanos.
Se ha comprobado que la patulina inhibe la germinación de las semillas de varias especies de plantas, como el trigo, variedad lutescens, lechuga, variedad capitata y el rábano, en proporción a su concentración.
Se han descrito numerosos efectos tóxicos en animales vertebrados:
- Se ha hallado un efecto inhibidor de la proliferación de linfocitos en el cerdo.[17]

- En las ratas, la dosis letal media es de 15 mg/kg de peso corporal y 25 mg/kg por inyección subcutánea. La causa de la muerte suele ser edema pulmonar.[9]

- Provoca la muerte a los embriones de pollo. La dosis letal media antes de la incubación es de unos 68,7 μg; para aquellos de 4 días de edad es de 2,35 μg. En dosis subletales y en complejo con cisteína es teratogénica.[10]

Otros estudios  han puesto de manifiesto que la patulina produce hiperemia,
congestión y lesiones hemorrágicas, especialmente en el tracto digestivo; así como
náuseas y vómitos. Diversos autores han propuesto la alteración de la función de
barrera de las células del epitelio intestinal, provocando daños y degeneración así
como la consecuente inflamación y hemorragia; por otro lado también se ha postulado
una disminución de la producción de IFN-γ por los linfocitos T, con el consiguente riesgo de alergias.

## Límites legales
A partir del descubrimiento de las aflatoxinas en la década de los 60, muchos
países han adoptado reglamentos para proteger al consumidor frente a los efectos nocivos
de las micotoxinas  y para asegurar prácticas equitativas de comercio.
Dos elementos desempeñan un papel principal en el proceso de definir los niveles máximos para las micotoxinas, a saber:
- Factores científicos para evaluar el riesgo, como la disponibilidad de datos toxicológicos, datos de consumo de alimentos, información sobre la concentración y distribución de las micotoxinas en los productos básicos y metodologías analíticas.
- Factores económicos, como los intereses comerciales y aspectos vinculados con la inocuidad de los alimentos.

Para analizar la patulina en zumos de fruta al nivel de 50 µg/kg se dispone de
metodologías analíticas validadas. Sin embargo, el límite de la UE de 10 µg/kg en
alimentos para bebés y para lactantes se fijó a proviso hasta que se cuente con un
método analítico adecuado.
El Reglamento Comunitario 1425/2003 (que remite al Reglamento (CE) n.º 466/2001) regula la aceptabilidad de un lote de comida en cuanto a su contenido en patulina. Este reglamento se ha adaptado a la legislación española en el Real Decreto 481/2004, de 26 de marzo.